# Gardenia jasminoides
Гарденія жасміноподібна, капский жасмін — це вічнозелена квіткова рослина родини  Маренові.

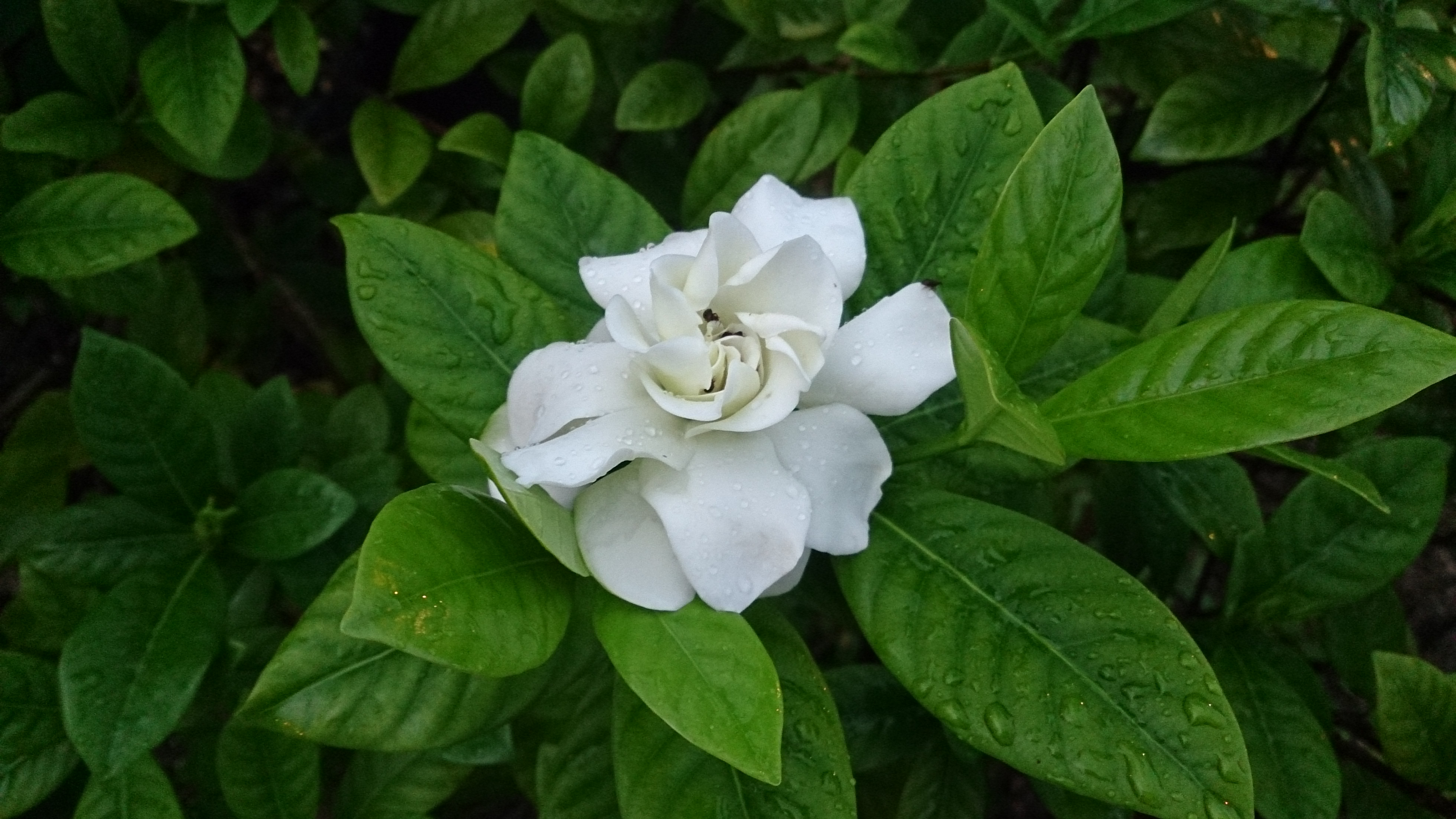
Гарденія жасміноподібна

Місцевий ареал цього виду – від Індокитаю д  Південної Центральної та Південної Японії. Це чагарник і росте переважно в субтропічному біомі. Використовується як ліки, має екологічне використання та як їжа.  Його також використовують як кімнатну рослину в помірному кліматі. Його вирощують у Китаї щонайменше тисячу років, а в англійських садах його завезли в середині XVIII століття. Для садівництва виведено багато сортів , як з низькорослими, так і з великими і довгоквітучими формами.  Дикі рослини мають висоту від 30 сантиметрів до 3 метрів.

## Поширення
Родом з країн і регіонів - Бангладеш, Камбоджа, Північно-центральний Китай, Південно-центральний Китай, Південно-Східний Китай, Східні Гімалаї, Хайнань, Лаос, Тайвань, Таїланд, В'єтнам.
Введено в наступних країнах і регіонах - Каролінські острови, Коморські острови, Корея, Маріанські острови, Маршаллові острови, Тубуай.

## Синоніми
- Gardenia augusta
- Gardenia florida L.
- Genipa florida (L.) Baill.

## Таксономічна класифікація
- Царство Рослини
- Тип Streptophyta
- Клас Хвощеподібні
- Підклас Магнолієві
- порядок Тирличецвіті
- Родина Маренові
- Рід Гарденія
- вид Гарденія жасміноподібна[14]

## Культивування
Докази культивування рослини у Китаї відносяться до династії Сун (960–1279 рр. н. е.), де як одно-, так і двоквіткові форми були зображені на картинах, таких як зображення імператора Сун Чжао Цзі.
Династія Юань (1271–1368) бачила його на лакованих виробах , а династія Мін — на порцеляні (1368–1644). У традиційній китайській медицині він називався чжи-цзи , це був народний засіб від жовтяниці, набряків і лихоманки.  Англійський державний діяч сер Джон Барроу побачив гарденії в розплідниках у Гуанчжоу , Китай, у 1794 році.

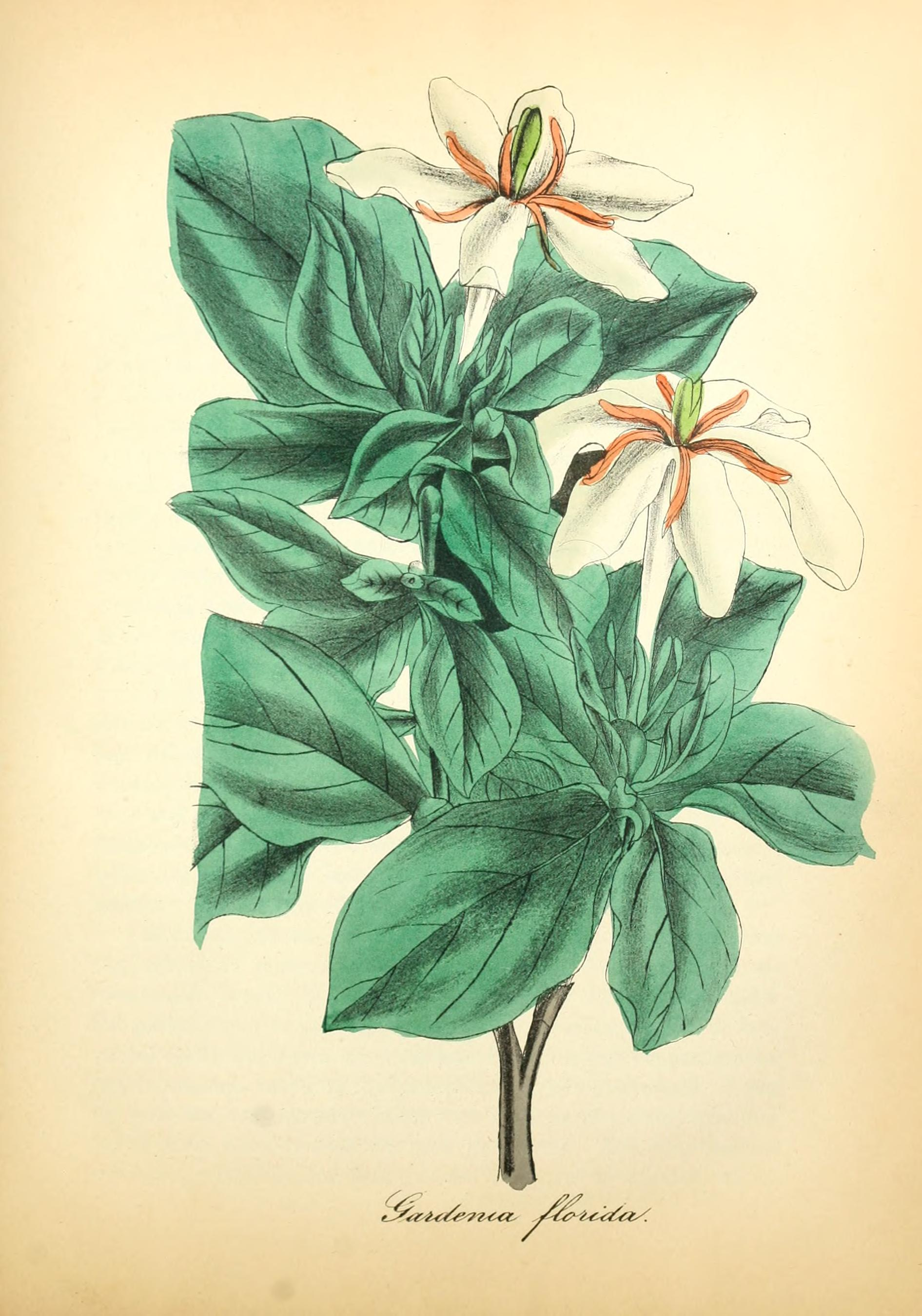
Флора Америки. Гарденія жасміноподібна

Вид потрапив до Європи через Капську колонію в Південній Африці, яка була заснована в 1652 році як проміжна станція між Нідерландами та Азією. Там Даніель Де Маретс, суперінтендант голландських маєтків Вільгельма III , зібрав матеріал, який у 1680-х роках потрапив до гербарію англійського натураліста Ганса Слоуна.
Шведський натураліст Даніель Соландер повідомив, що живий вид був привезений до Сполученого Королівства (Великобританія) з Капської колонії в 1744 році на британському Ост-Індському кораблі Godolphin капітаном Вільямом Хатченсоном, який передав його ботаніку Річарду Ворнеру з Вудфорд-Роу, Ессекс. Уорнер, однак, не міг розмножити його, поки ботанік Джон Елліс не порекомендував Джеймса Гордона, садівника з Майл-Енду.
Гордон досяг успіху в серпні 1757 року, і після цього рослини добре продавалися.  Кожна вирощена рослина коштувала п’ять гіней. Гарденії вперше були вирощені в Сполучених Штатах у 1762 році в чарльстонському саду. Він переїхав туди 10 років тому. 
Під час культивування у Великобританії Gardenia jasminoides отримала нагороду Королівського садівничого товариства «За заслуги в саду».  Вид високо цінують за ароматні літні квіти та привабливе листя, його використовують як декорацію або як живу огорожу. 

## Використання
У Китаї пелюстки використовують у чаї через їхній аромат, а жовто-червоний барвник, який використовується у текстилі та солодощах, витягують із м’якоті фрукта. Плоди гарденії  використовуються в традиційній китайській медицині для лікування деяких гарячкових станів. Має протизапальну та жарознижувальну дію.
Shishihakuhito - це китайський фітопрепарат, що складається переважно з плодів гарденії та використовується для лікування атопічного дерматиту. Він пригнічує опосередковане імуноглобуліном Е (IgE) вивільнення гістаміну. 
У 2020 році був опублікований випадок людини, у якої розвинулося сіро-блакитне забарвлення шкіри в результаті тривалого прийому екстракту плодів гарденії. 